# Doryanthes palmeri
Doryanthes palmeri är en enhjärtbladig växtart som beskrevs av Walter Hill och George Bentham. Doryanthes palmeri ingår i släktet Doryanthes och familjen Doryanthaceae. Inga underarter finns listade i Catalogue of Life.

## Bildgalleri

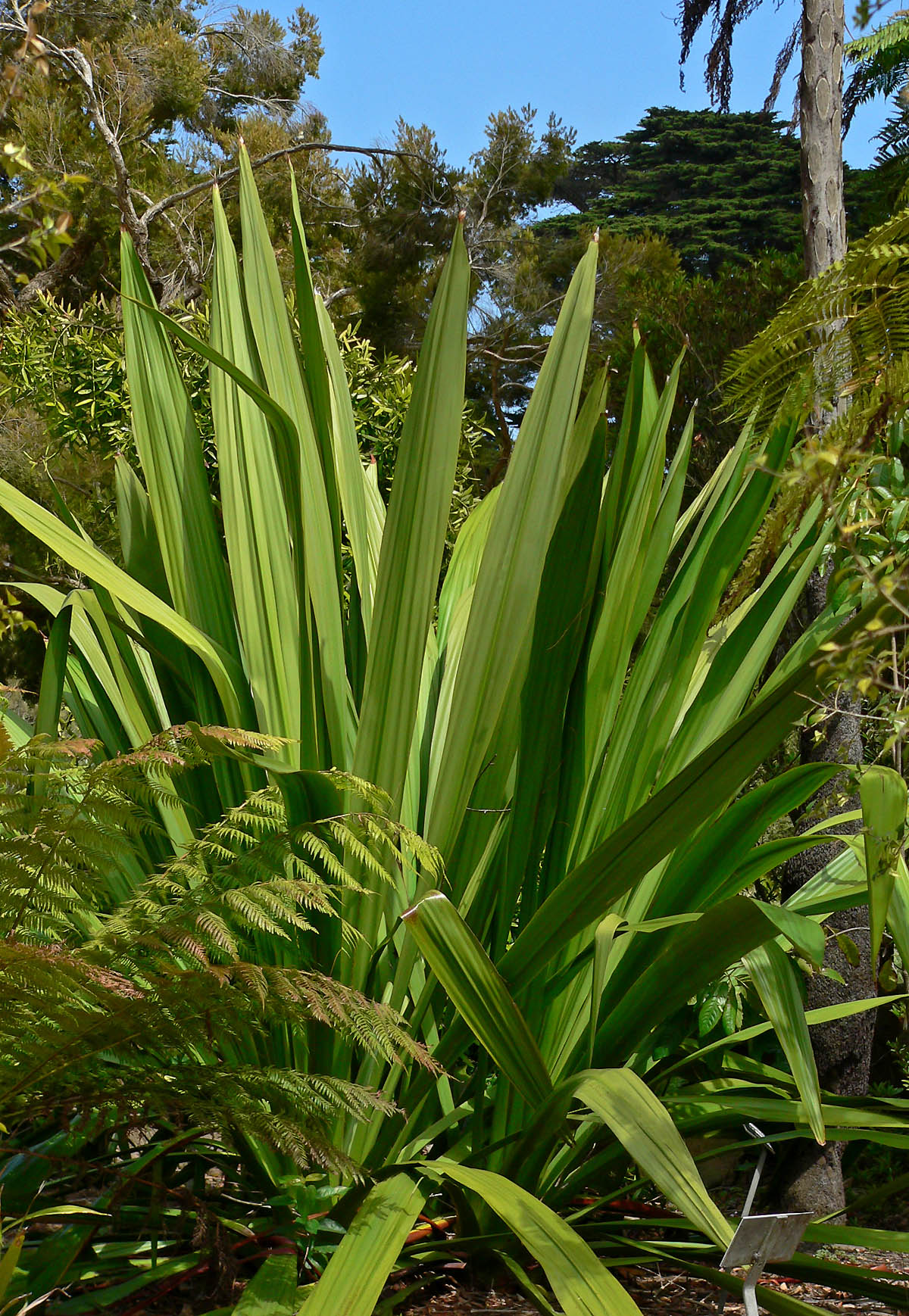
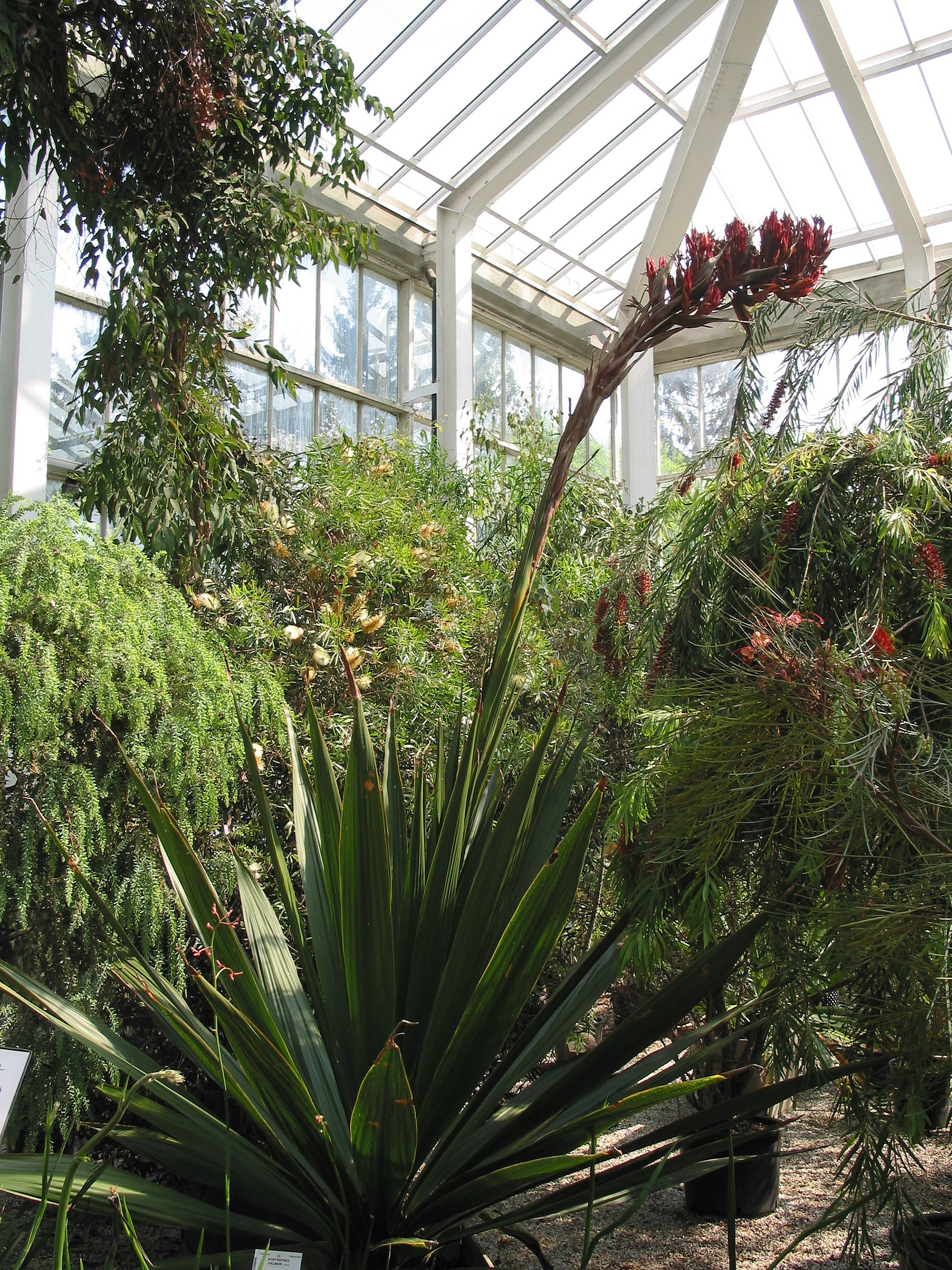
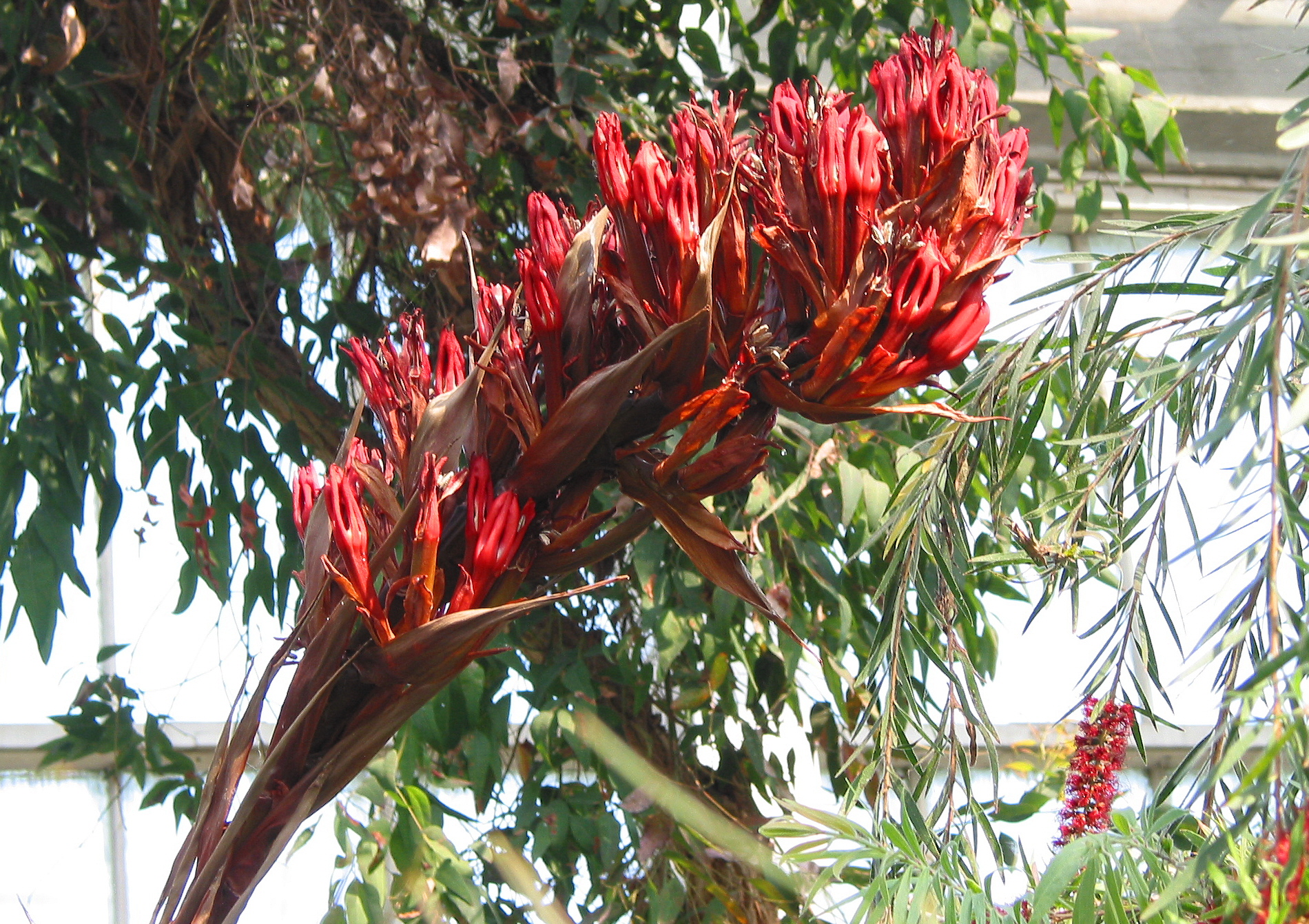
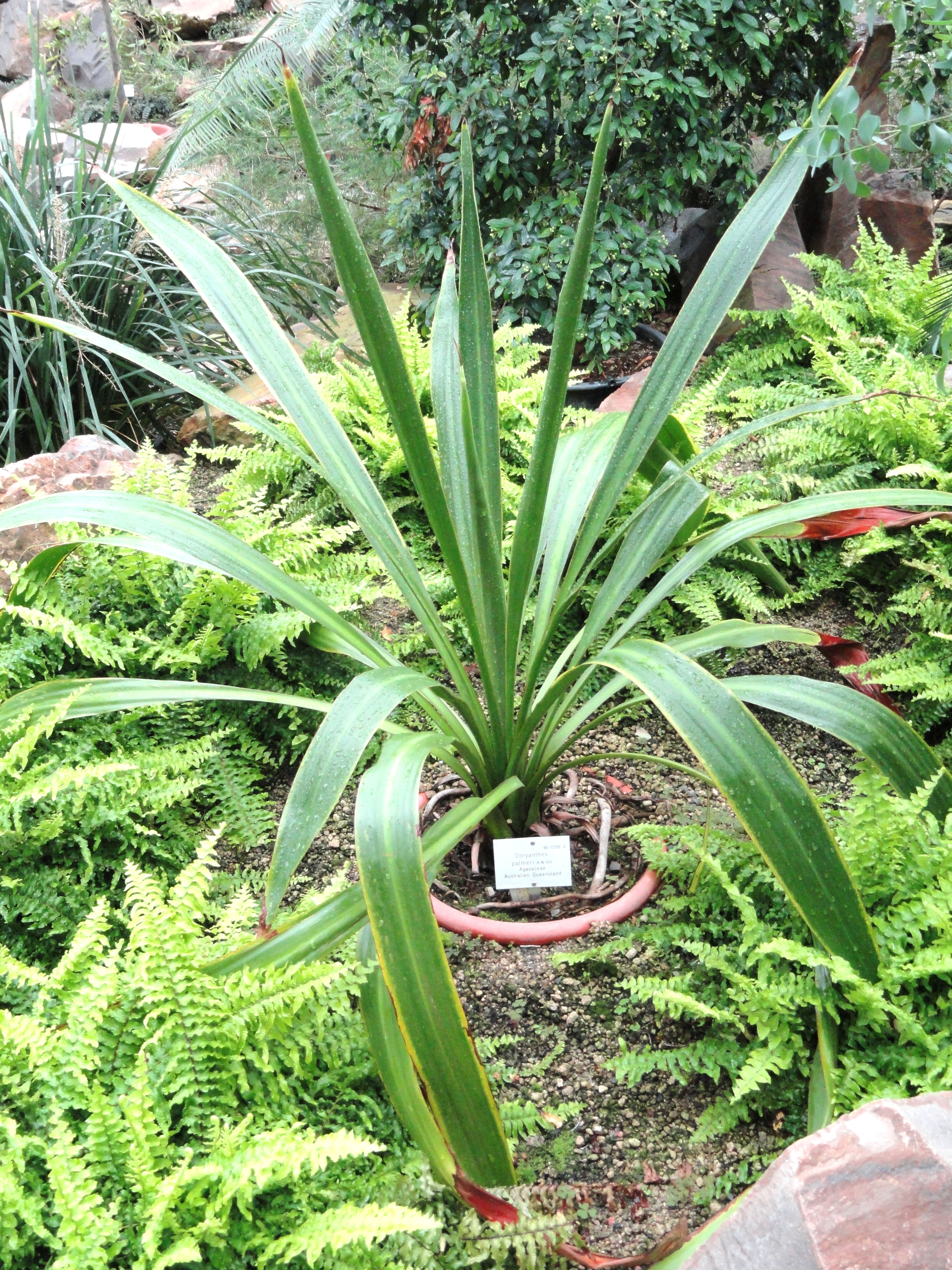
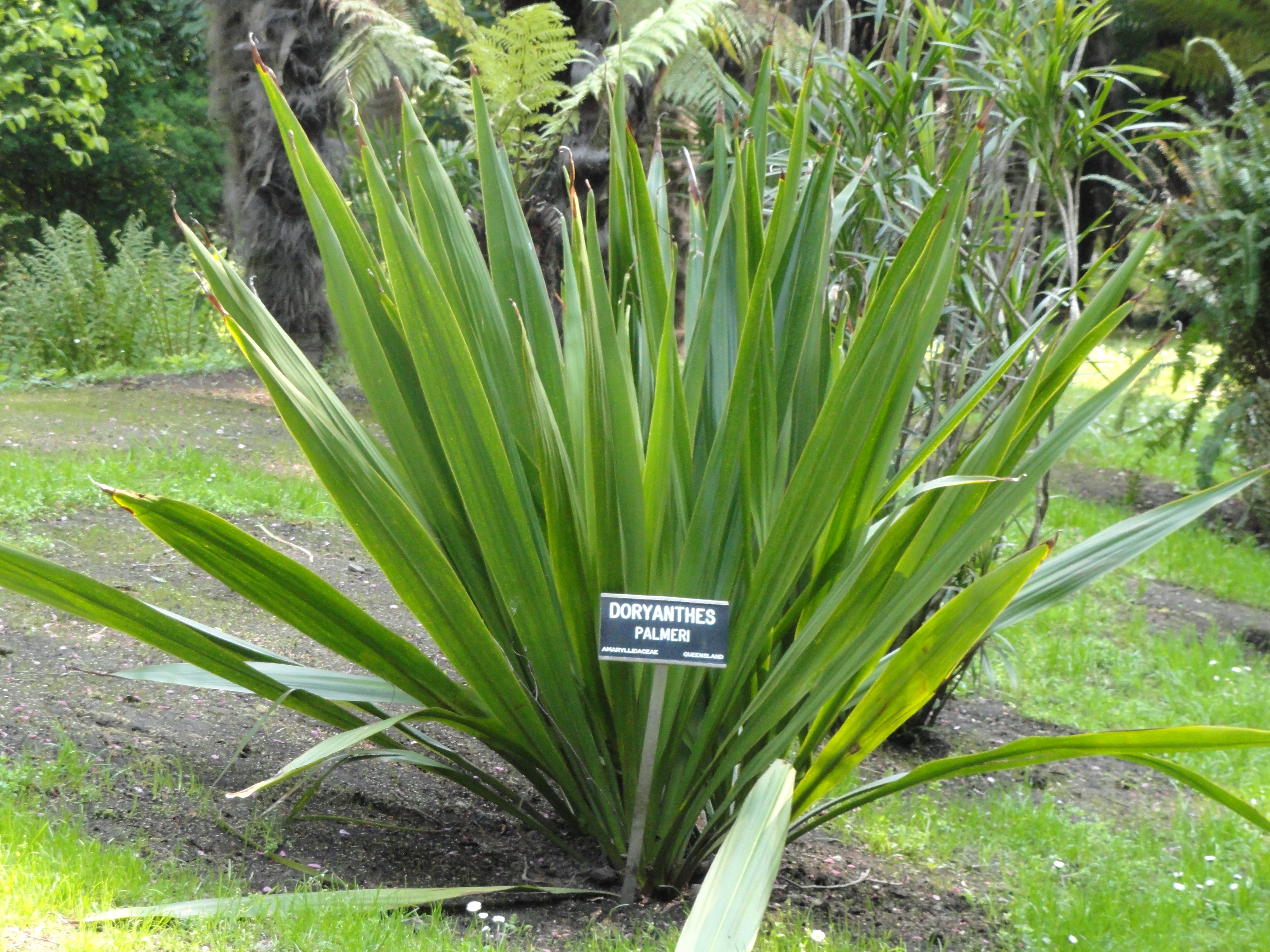
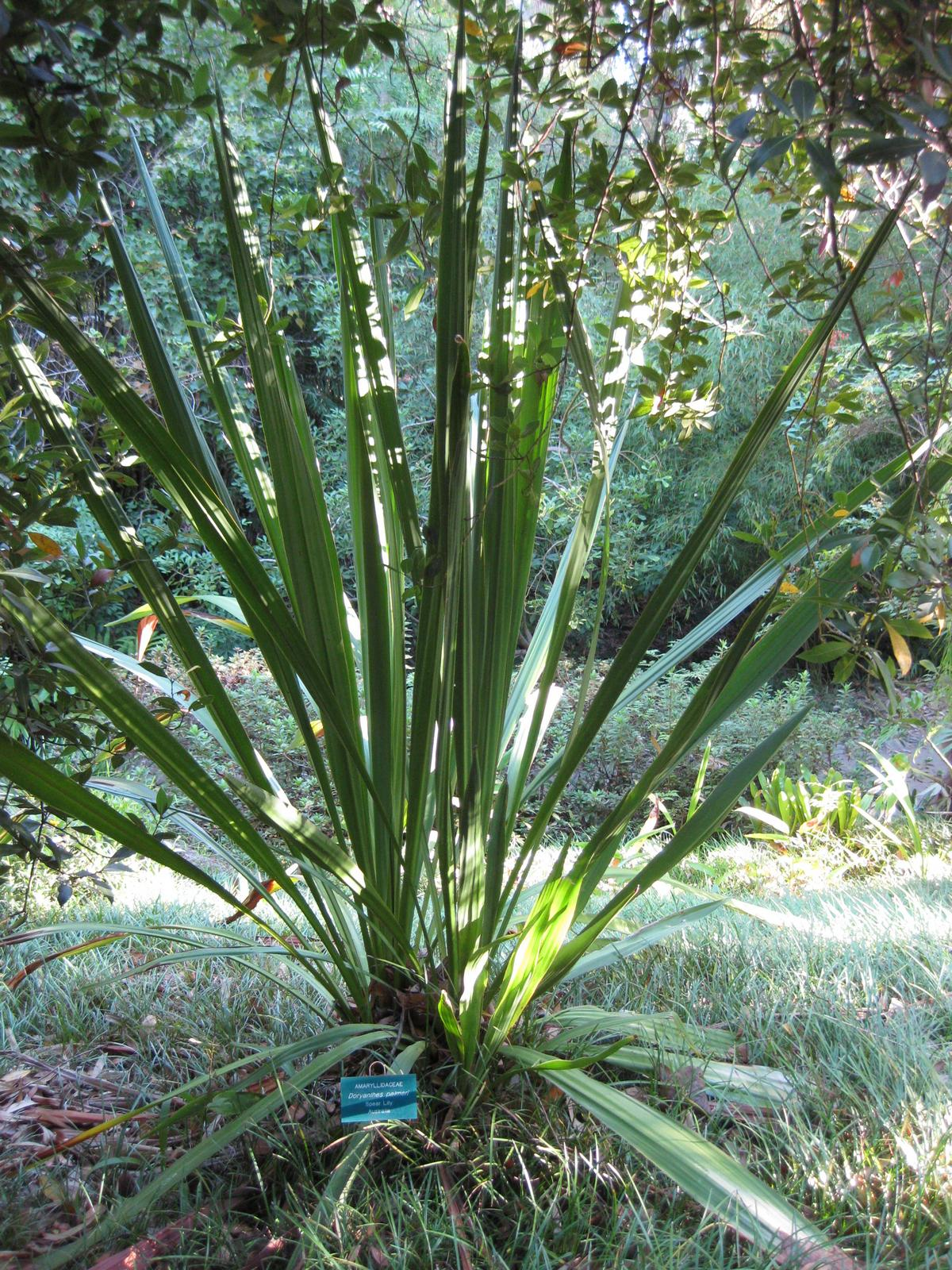